# Beleg van Kuragano
Het Beleg van Kuragano was een slag tijdens de Japanse Sengoku-periode. Het beleg vond plaats in 1565 en was een van de stappen van Takeda Shingen om zijn macht te vergroten. In 1561 wist kasteelheer Kuragano Naoyuki een beleg van kasteel Kuragano, in de provincie Kozuke, af te slaan. Vier jaar later zou het kasteel echter alsnog in handen vallen van Shingen.